# 栗葉子
栗 葉子（くり ようこ、1938年9月21日 - ）は、日本の声優、女優。東京都出身。本名及び旧芸名は村田 豊子（むらた とよこ）。
代表作に『ど根性ガエル』の吉沢京子役、『みなしごハッチ』のハッチ役、『小さなバイキングビッケ』のビッケ役などがある。

## 経歴
子供の頃から芸能が好きだったという。
1958年に東京都立富士高等学校を卒業後、NHK俳優養成所へ入所。1960年、同養成所卒業生により立ち上げられた劇団三十人会のメンバーの一人に加わり、後に河の会（劇団河）に移籍。
1960年、NHK総合テレビで放送されたアメリカドラマ『走れチェス』の主人公、ベルベット役で声優デビュー。

## 人物
声種はソプラノ。NHKの学校放送や幼児番組、テレビアニメに多く出演し活動。幼女から成人女性、少年役までこなした。
趣味・特技は歌謡、洋舞。

## 出演作品
※太字はメインキャラクター。

### テレビドラマ
- 事件記者
- 太陽にほえろ! 第247話「家出」（1977年、NTV） - 命の電話の声
- 姫だるま 松山
- 文鳥

### テレビアニメ
1966年
- おそ松くん
- 遊星仮面（リンダ）

1967年
- 黄金バット（マリー〈2代目〉）
- かみなり坊やピッカリ・ビー（雲井チーコ）
- スカイヤーズ5（S3号ユリ）
- パーマン（パー子 / パーマン3号 / 星野スミレ〈初代〉）
- リボンの騎士（へケート〈4代目〉）

1968年
- アニマル1（東ナナ子）
- 怪物くん（アニメ第1作）
- サイボーグ009
- サスケ（カオル、チヨ）
- 佐武と市捕物控（お香）
- 魔法使いサリー（メリー）
- 妖怪人間ベム

1969年
- 男一匹ガキ大将（ぺちゃこ）
- 紅三四郎
- 忍風カムイ外伝（サヤカ）
- ハクション大魔王（ヒトミ）
- ひみつのアッコちゃん（第1作）（オウム、ポール、寅吉）

1970年
- アタックNo.1（野沢由紀子、大沼みゆき）
- 昆虫物語 みなしごハッチ（ハッチ）
- ばくはつ五郎（荻野ユリ）

1971年
- 世界ものしり旅行（鳥）

1972年
- 赤胴鈴之助
- おんぶおばけ（おんぶ）
- 科学忍者隊ガッチャマン（ナオミ）
- 樫の木モック（アンナ）
- 国松さまのお通りだい（百合）
- ど根性ガエル（1972年 - 1974年、吉沢京子）　

1973年
- 荒野の少年イサム
- ジャングル黒べえ
- ミラクル少女リミットちゃん（西山利美 / リミット）

1974年
- 昆虫物語 新みなしごハッチ（ハッチ）
- 小さなバイキングビッケ（ビッケ）
- てんとう虫の歌（うらら）

1975年
- タイムボカン（一寸法師、白雪姫）

1976年
- アラビアンナイト シンドバットの冒険（マナル）
- ドカベン（賀間の妹）
- ポールのミラクル大作戦（リップ、ポックリ、パピー）

1978年
- 家なき子
- 闘将ダイモス（1978年 - 1979年、和泉ナナ）
- 星の王子さま プチ・プランス（アンリ）
- 無敵鋼人ダイターン3（ピノ）

1980年
- ザ☆ウルトラマン（フェデリコ）
- ニルスのふしぎな旅（1980年 - 1981年、セルマ、ソンジャー）
- ムーの白鯨（ミュー）

1981年
- 怪物くん（ピラミッドの王子、サトル、ミルク）
- 名犬ジョリィ（セリシア）

1982年
- ゲームセンターあらし（チルチル）
- フクちゃん（クミちゃん）

1986年
- Mr.ペンペン（ミカちゃんの母）

### 劇場アニメ
1967年
- 少年ジャックと魔法使い

1970年
- 昆虫物語 みなしごハッチ（ハッチ）

1971年
- 忍風カムイ外伝 月日貝の巻（サヤカ）

1981年
- 21エモン 宇宙へいらっしゃい!（ママ）

1982年
- ドラえもん のび太の大魔境（姫）

1988年
- ドラえもん のび太のパラレル西遊記（羅刹女）

### 吹き替え

#### 洋画
- アウター・リミッツ（マーガレット・オハラ）
- 青い大きな海（長女）
- 悪漢バスコム（マーガレット・オブライエン）
- 男の罠（ステラ・スティーブンス）
- 恐怖の岬 ※NETテレビ版
- 高校三年（アンナマリア・サンドリ）
- 十七才よさようなら（フランチェスカ〈カトリーヌ・スパーク〉）
- 誰が私を殺したか？（モニカ・ヘンリード）
- ニューヨークパパ（パフィ）
- 僕は御免だ（キャロル・ベイカー）

#### 海外ドラマ
- 馬と五人のこどもたち
- ジェニーの冒険
- 0011ナポレオン・ソロ 第65話（ダーリン・シムズ）
- 小さい魔女
- 走れチェス（ベルベット〈ロリー・マーティン〉）
- 弁護士ジャッド
  - 「ガラスの迷路」（アイリーン〈キャリー・スノッドグレス〉）
- ミステリー・ゾーン（ポーラ）
- ルート66
  - 「悪夢の町」（ジナ・ビーサン）
- ワイオミングの兄弟
  - #17「沈黙の天使」（ローナ〈リサ・ヤック〉）
- 忘れな草（マッシモ・ジュリアーニ）

#### 海外アニメ
- クマゴロー（ブーブー 他）
- ロッキー君とゆかいな仲間[17]（ロッキー）

### 特撮
1967年
- ウルトラセブン第7話「宇宙囚人303」キャシー・ホーラン（ガソリンスタンドの女性客役）の声

1968年
- ウルトラセブン 第19話「プロジェクト・ブルー」リンダ・マルソン（グレイス・ミヤベ役）の声

1970年
- チビラくん（動物たちの声）

1971年
- チビラくん（ユキンボの声、大怪獣の声、アギラの声）

1976年
- 恐竜探険隊ボーンフリー（牧令子の声）

1977年
- 恐竜大戦争アイゼンボーグ（ミユキの声）

1979年
- ウルトラ6兄弟VS怪獣軍団（マリサー）

1984年
- アニメちゃん（友好珍獣ピグモンの声）
- ウルトラマンZOFFY ウルトラの戦士VS大怪獣軍団（友好珍獣ピグモンの声）

### その他
- チップとデールのゆかいな仲間（1963年、レコード、デール[18]）
- コロムビア名作童話集（1965年、レコード、牛若丸[19]）
- 魔女っ子大作戦（1999年、CD）
  - 魔女っ子メドレー（西山理美 / リミット）
- 完全特捜宣言!あなたに逢いたい! -『ど根性ガエル』の声優を集める企画に参加。